# Баушев, Владлен Александрович
Владлен Александрович Баушев (3 марта 1967) — советский и российский футболист, нападающий.
Воспитанник ленинградских футбольных школ «Кировца» и «Зенита». В 1983—1985 и 1987—1989 провёл за дубль «Зенита» 57 матчей, забил 10 голов. В 1986—1987 играл в таллинских клубах «Звезда» и «Спорт». 4 апреля 1989 провёл единственный матч за «Зенит» в чемпионате СССР — в гостевой игре против московского «Спартака» вышел на замену на 70 минуте. В 1988—1989 годах провёл пять матчей за клуб в Кубке Федерации.
В 1989—1994 играл в низших лигах за «Кировец» (1989—1990), «Динамо» Вологда (1991, 1992—1993), «Смену-Сатурн» (1994). В 1995—1996 играл в чемпионате Латвии за «Сконто», в 1996 году участвовал в Кубке чемпионов Содружества.
В 2000—2007 играл в чемпионате Санкт-Петербурга в клубе «Алые паруса».

## Достижения
- Чемпион Латвии (2): 1995, 1996